# Linea S26 (S-Bahn di Berlino)
La linea S26 fa parte della rete della S-Bahn di Berlino ed è utilizzata per sostituzioni temporanee di altre linee in manutenzione o interrotte per lavori. La linea è esistita su tre diversi itinerari dal maggio 1995. Andava da Lichterfelde Ost e Waidmannslust dal maggio all'ottobre 1995. Operò poi tra Lichterfelde Süd e Birkenwerder dal settembre 2001 fino al giugno 2003. La più recente andava da Teltow Stadt a Potsdamer Platz (ultimamente Nordbahnhof) dal febbraio 2005 al maggio 2006. Dal dicembre 2017 opera sul tracciato da Teltow Stadt a Waidmannslust.